# Джордж Ола
 Джордж Андрю Ола, (роден като Дьорд Олах (на унгарски: Oláh György)) е унгарско-американски химик. Неговото изследване включва създаване и реактивност на карбокатиони чрез суперкиселини. За това изследване, Ола е награден с Нобелова награда за химия през 1994 година. Награден е и с медал Пристли, най-високата чест, предоставена от Американското общество на химиците.

## Биография
Ола е роден на 22 май 1927 година в Будапеща, Унгария. Завършва гимназия „Piarista Gimnazium“ в Будапеща. След това следва в Будапещенски университет по технологии и икономика. Вследствие на Унгарската революцията от 1956 година, той и семейството му се мести за кратко в Англия, а след това в Канада, където постъпва в Доу кемикъл в Сарния, Онтарио, с друг унгарски химик, Стивън Дж. Кун.
Пионерската си работа по карбокатионите Ола започва по време на осемте си години в Доу. През 1965 г. той се завръща в академичните среди в Кейс уестърн ризърв юнивърсити, а след това в Университета на Южна Калифорния през 1977 година. През 1971 г. Ола става натурализиран гражданин на САЩ.
Ола е изтъкнат професор в Университета на Южна Калифорния и директор на Института за изследване на въглеводороди „Loker Hydrocarbon Research Institute“. През 2005 г. Ола пише есе за насърчаване на метаноловата икономиката.
Семейство Ола създава фонд за дарения (Фондация „Джордж А. Ола“), който предоставя годишни награди на отличили се химици. Наградите се избират и се администрират от Американското дружество на химиците.
Обявен е за почетен гражданин на град Будапеща през 2007 г.